# Benedykt VII
Benedykt VII (łac. Benedictus VII ur. w Rzymie, zm. 10 lipca 983) – papież w okresie od października 974 do 10 lipca 983.

## Życiorys
Urodził się w Rzymie, był synem Dawida, hrabią Tusculum i krewnym Alberyka II. Miał powiązania z rodziną Krescencjuszy (prawdopodobnie był synem Teodory Młodszej); przed wyborem na papieża, był biskupem Sutri.
Na Stolicę Piotrową został wybrany za sprawą Ottona II. Jego poprzednik, antypapież Bonifacy VII, zamordowawszy Benedykta VI, zrabował skarbiec bazyliki Piotrowej i uciekł do Bizancjum. Wkrótce potem hrabia Sicco zatwierdził, w imieniu cesarza, Benedykta VII jako nowego papieża, który został także zaakceptowany przez rody arystokratyczne. Papież Benedykt VII zaraz po wyborze zwołał synod, na którym potępiono Bonifacego VII i wygnano go z kraju. W lecie 980 Bonifacy doprowadził do zamachu stanu, w wyniku którego papież musiał uciec z Rzymu. W marcu 981 roku Otton II przybył do Włoch i pomógł Benedyktowi wstąpić ponownie na Tron Piotrowy.
W czasie jego pontyfikatu, przyznał prawo biskupowi Moguncji do koronacji króla Niemiec i potwierdził jego prymat jako wikariusza apostolskiego. Utworzył diecezję praską i mianował na nią biskupa Thietmara. Gorąco wspierał monastycyzm, przywracał do życia klasztory i popierał reformatorski głos opactwa w Cluny. Na synodach w marcu i wrześniu 981 roku, zakazał symonii, a także (na życzenie cesarza) podzielił diecezję w Merseburgu, na kilka mniejszych.
Został pochowany w bazylice św. Krzyża Jerozolimskiego.